# Каммарата
Каммарата (итал. Cammarata) — коммуна в Италии, располагается в регионе Сицилия, подчиняется административному центру Агридженто.
Население составляет 6416 человек (на 2004 г.), плотность населения составляет 34 чел./км². Занимает площадь 191 км². Почтовый индекс — 92022. Телефонный код — 0922.
Покровителем коммуны почитается святитель Николай Мирликийский, праздник ежегодно празднуется 6 декабря.